# Lundlummermossa
Lundlummermossa (Barbilophozia barbata) är en levermosseart som först beskrevs av Casimir Christoph Schmidel och Johann Christian Daniel von Schreber, och fick sitt nu gällande namn av Leopold Loeske. Enligt Catalogue of Life ingår Lundlummermossa i släktet lummermossor och familjen Anastrophyllaceae, men enligt Dyntaxa är tillhörigheten istället släktet lummermossor och familjen Lophoziaceae. Arten är reproducerande i Sverige. Inga underarter finns listade i Catalogue of Life.

## Bildgalleri

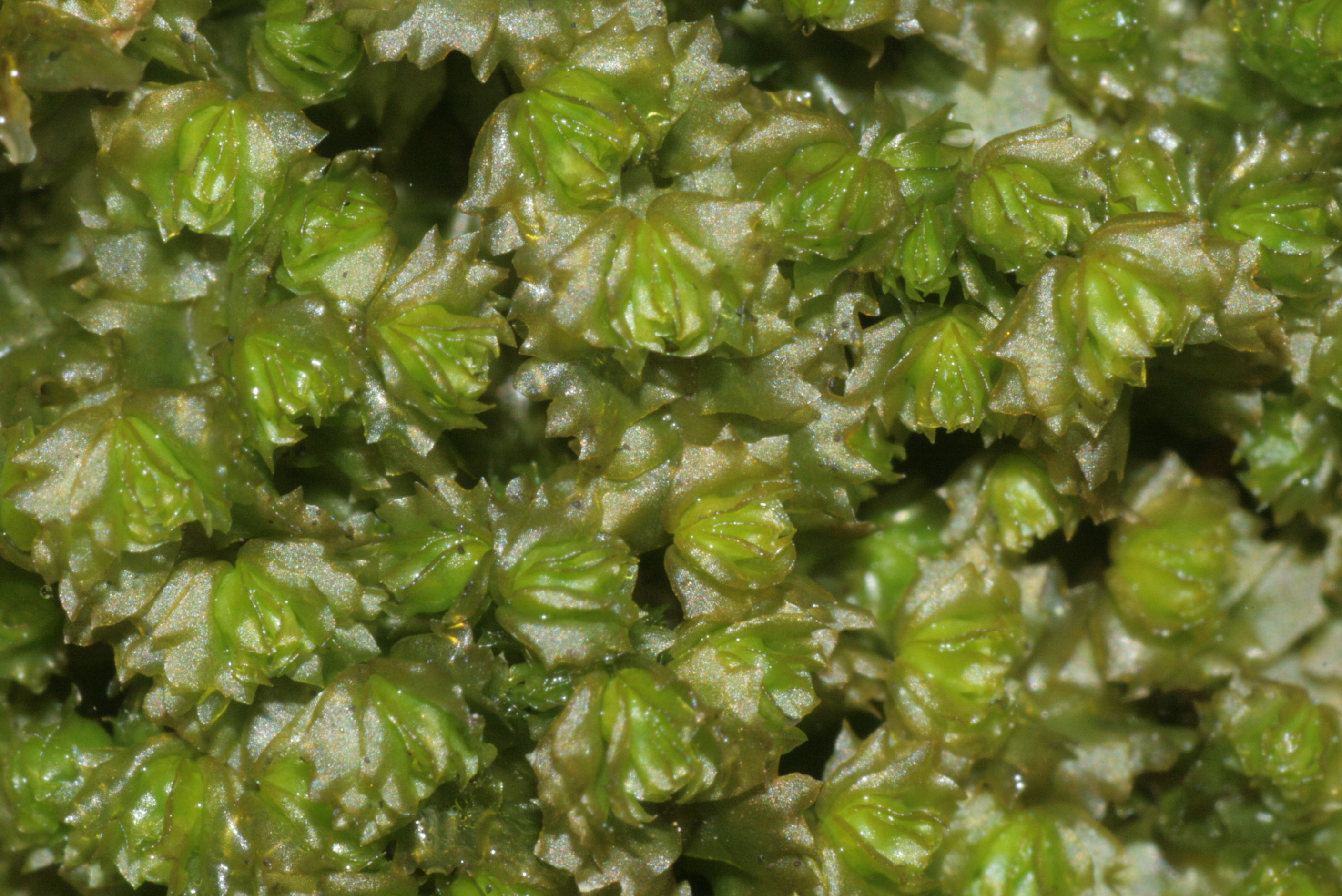
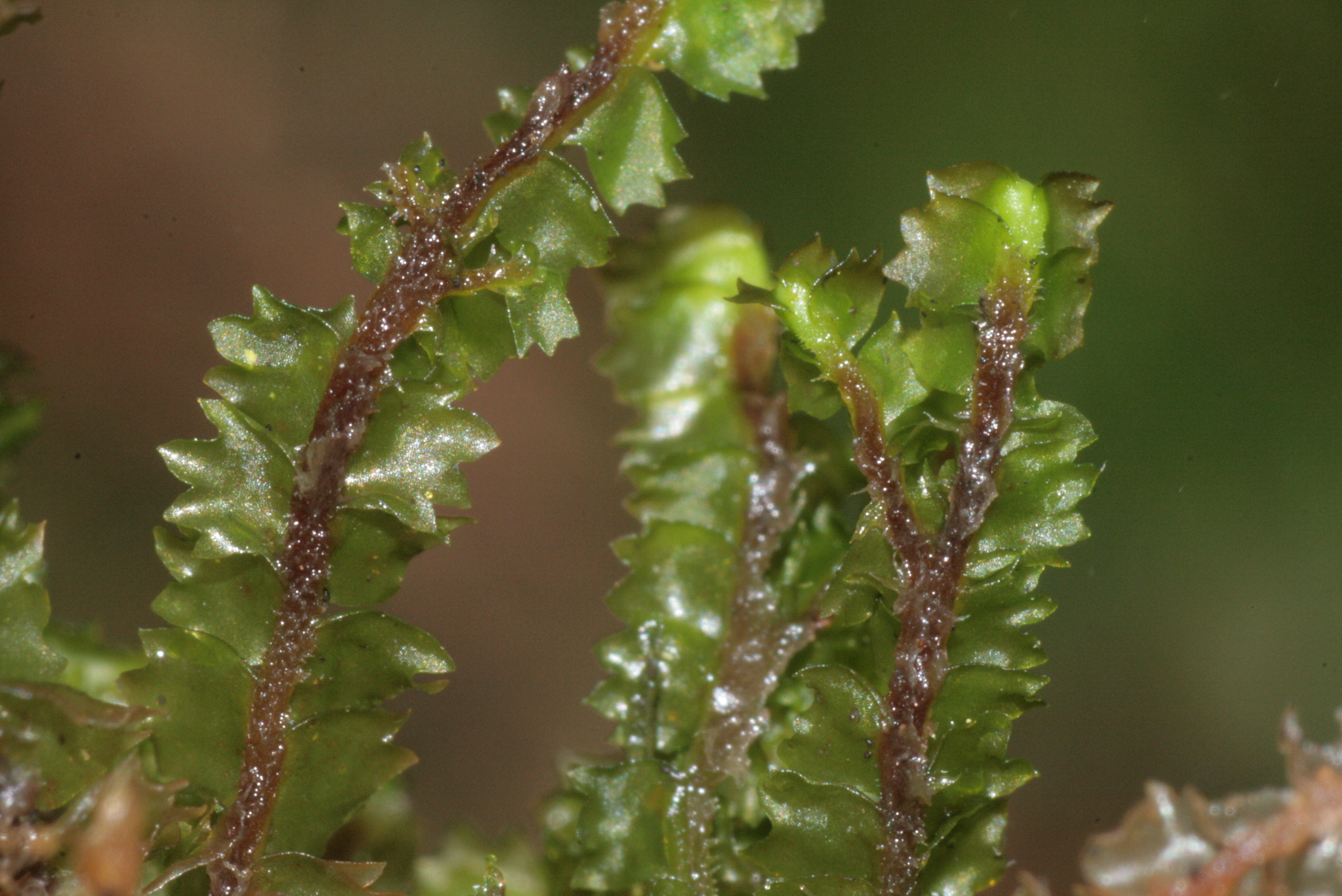
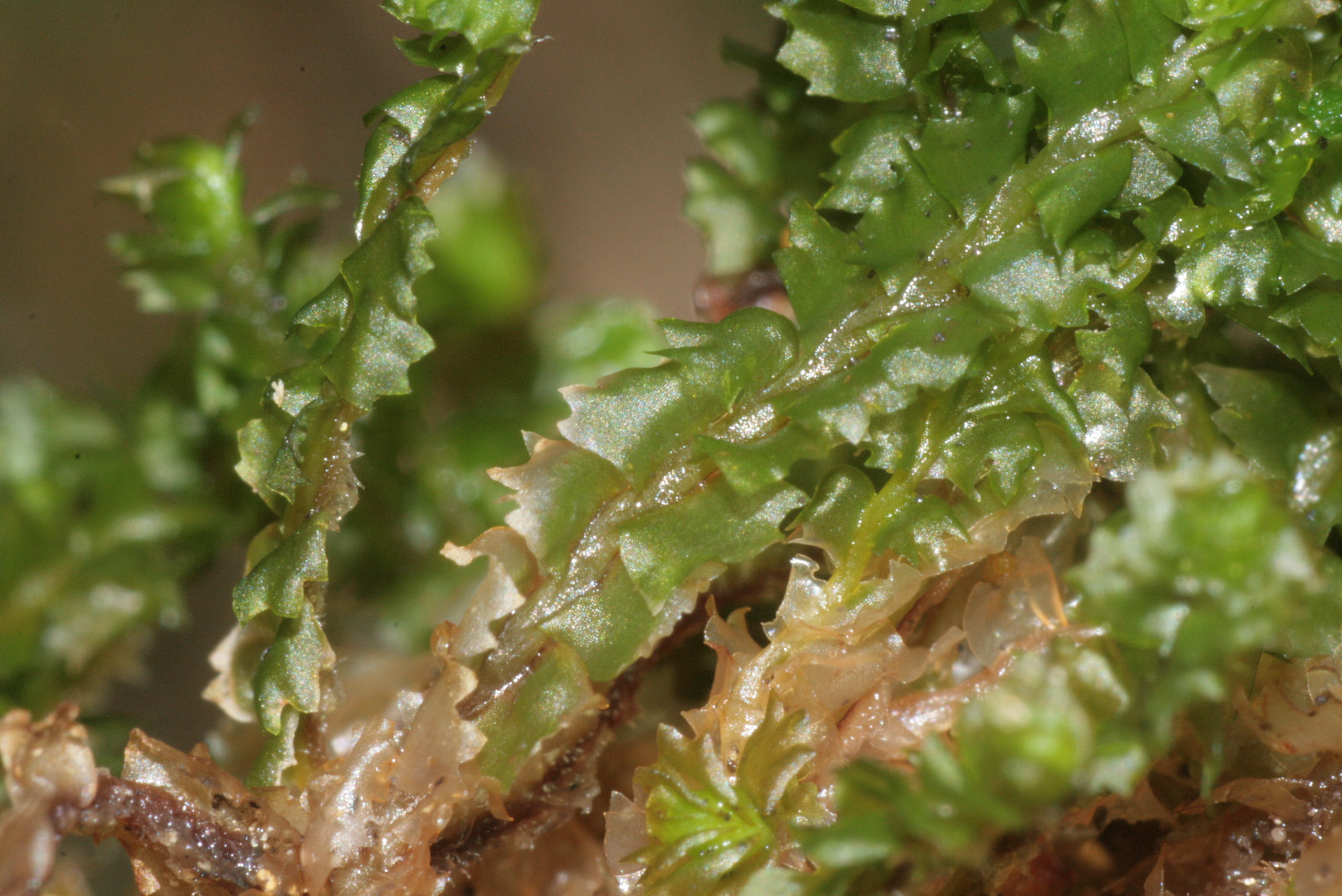
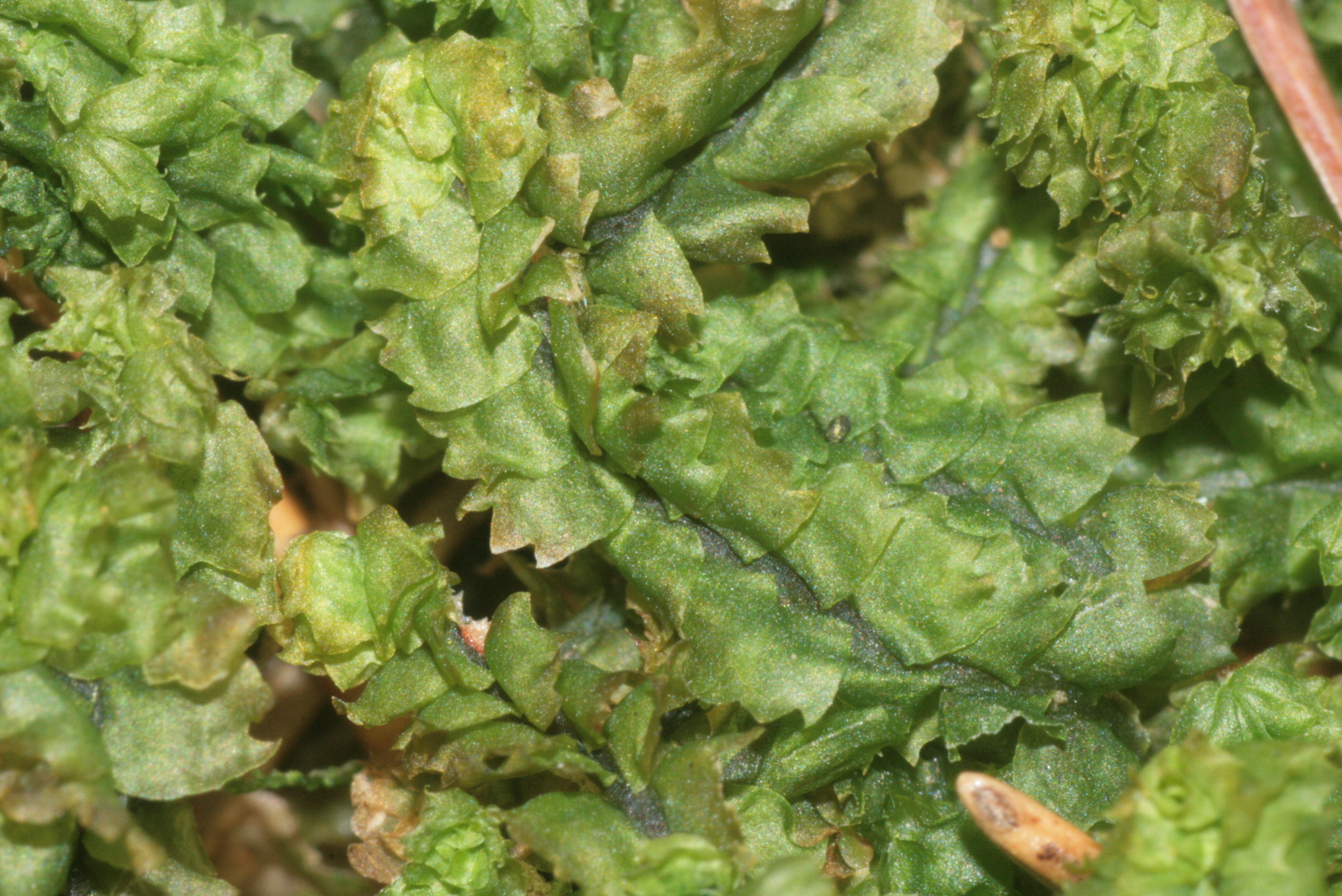